# Spilla a bottone
La spilla a bottone o spilla a pulsante (conosciuta in inglese anche come pins buttons o abbreviatamente pins) è un bottone o distintivo che può essere temporaneamente fissato su di un indumento con una spilla da balia. Questo meccanismo di fissaggio è ancorato al lato posteriore di un bottone a forma di disco, piano o concavo, che permette di portare un'immagine o messaggio stampato. Il termine è comunemente associato a un distintivo usato negli Stati Uniti e in altri paesi nel corso di una campagna elettorale. Il brevetto della spilla a bottone fu registrato negli Stati Uniti nel 1896, le spille a bottone contemporanee hanno molte delle stesse caratteristiche tecniche.

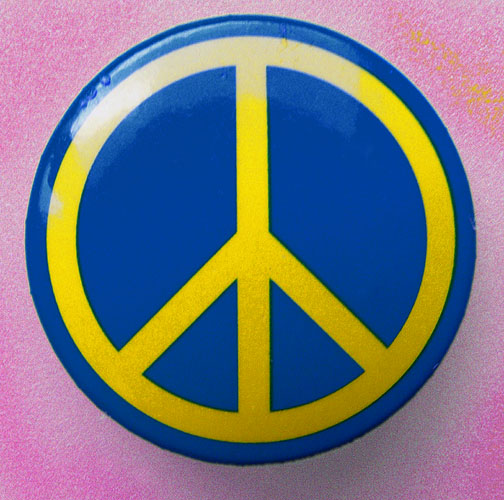
Spilla a bottone con il Simbolo della pace

## Storia

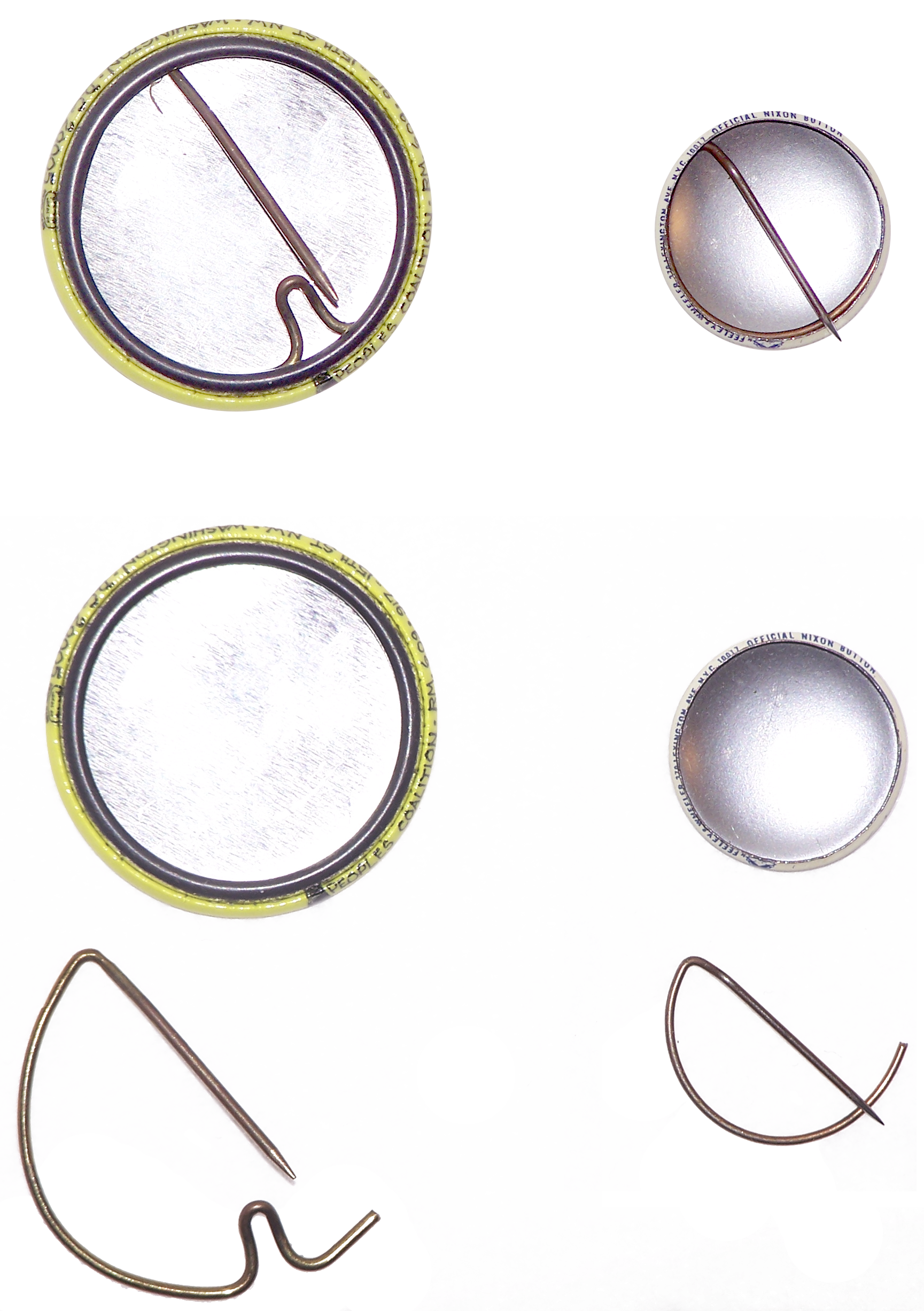
Due spille a bottone assemblate (in alto) e smontate (in basso) con due ardiglioni di filo diversi.

La spilla a bottone è stata utilizzata per la prima volta negli Stati Uniti dopo la prima inaugurazione presidenziale nel 1789, quando i sostenitori di George Washington ne indossavano una con impresso uno slogan. Queste prime spille a bottone erano cucite al risvolto di un cappotto o indossate come un ciondolo di una collana. Le prime spille con fotografie sono state prodotte per promuovere la piattaforma politica di Abraham Lincoln nel 1860.

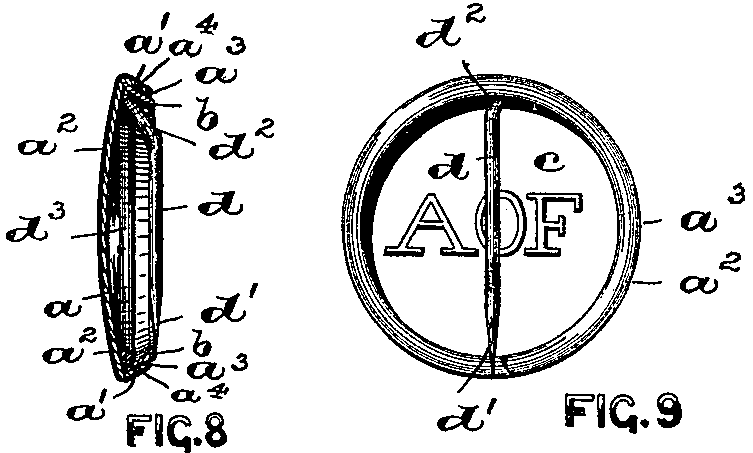
una "spilla a bottone", Il brevetto US del 1896.

Benjamin S. Whitehead ha brevettato la prima innovazione al progetto nel 1893 con l'inserimento di un foglio di pellicola trasparente di celluloide su una fotografia montata su un badge per proteggere l'immagine da graffi e abrasioni. Whitehead aveva già brevettato vari modelli di stemmi e medaglioni in precedenza fin dal 1892. Un altro brevetto è stato rilasciato a Whitehead & Hoag il 21 luglio 1896 per una "spilla a bottone", che utilizzava un perno metallico ancorato alla parte posteriore per fissare il badge.
Altri miglioramenti e modifiche al disegno di base sono stati brevettati negli anni successivi da altri inventori.
Le spille a bottone dal 1898 venivano stampate con immagini popolari, come i personaggi dei fumetti, come The Yellow Kid, e messe in palio, o con gomma da masticare o prodotti del tabacco per aumentarne le vendite. Queste spille sono state prodotte con apertura concava sul retro (che forniva anche spazio per inserire la pubblicità), o con una parte posteriore chiusa, riempita con un rinforzo metallico e fissaggio.
Nel 1945, la società Kellogg Company, pioniere in premi in scatola di cereali, inseriva premi in forma di spilla a bottone in ogni scatola di cereali Pep (Pep Cereal). Le spille a bottone di Pep hanno incluso immagini di squadroni dell'esercito degli Stati Uniti così come personaggi dai fumetti. C'erano 5 serie di personaggi comici e 18 pulsanti diversi in ogni set, con un totale di 90 nella collezione.